# イマチニブ
イマチニブ（imatinib）は、フィラデルフィア染色体の遺伝子産物Bcr-Ablを標的とした分子標的治療薬としてブライアン・ドラッカーとスイスのノバルティスファーマ社により開発された抗悪性腫瘍剤（抗がん剤）。
イマチニブ製剤は、慢性骨髄性白血病 (CML)、フィラデルフィア染色体陽性急性リンパ性白血病 (Ph+ALL) 、KIT (CD117) 陽性消化管間質腫瘍 (GIST) に対する治療薬として用いられる。投与はメシル酸塩で行われる。先発品の商品名は「グリベック（Glivec、米国でのみGleevec）」。

## 販売までの経緯
イマチニブは、欧米において1992年より非臨床試験が、1998年より臨床試験が開始され、Bcr-Ablチロシンキナーゼ活性を選択的に阻害し、慢性期、移行期ならびに急性期CMLにおける効果および安全性が確認されたことから、2001年5月に米国で承認された。
日本においては、2000年7月より第I/II相試験が開始され、外国での使用成績が集積されていること、また、CMLという重篤かつ患者数が少ない疾患を対象とすることなどが加味され、2001年4月中間集計にて承認申請を行い、11月に輸入承認を受けた。更に適応追加として、2003年7月GISTに、2007年1月Ph+ALLに対して追加承認された。2014年には後発品の製造・販売承認が得られており、流通が始まっている。

## 効能・効果
- 慢性骨髄性白血病 (CML)
- KIT (CD117) 陽性消化管間質腫瘍 (GIST)
- フィラデルフィア染色体陽性急性リンパ性白血病 (ALL)
- FIP1L1-PDGFRα融合遺伝子陽性の慢性好酸球性白血病/特発性好酸球増加症候群 (CEL/HES)

## 作用機序

### CML, Ph+ALL
通常、骨髄造血幹細胞の増殖は遺伝子情報のシグナル伝達により正常にコントロールされている。しかし、CMLでは、第9番染色体と第22番染色体が相互転座し、abl遺伝子とbcr遺伝子が融合したbcr-abl遺伝子を持つ異常染色体（フィラデルフィア染色体）が形成されている。このフィラデルフィア染色体は、チロシンキナーゼ活性が亢進された210kDのBcr-Abl融合蛋白 (p210) を生成する。その結果細胞増殖のシグナル伝達に異常が起こり、過剰な細胞増殖が引き起こされCML病態が形成される。Ph+ALLにおいても同様に、異常染色体であるフィラデルフィア染色体によってBcr-Abl融合蛋白（p185あるいはp190）が形成され、細胞増殖のシグナル伝達の異常によりPh+ALL病態が形成される。
イマチニブはBcr-Abl、v-abl、c-abl、PDGF受容体及びc-Kitチロシンキナーゼ活性を阻害するが、その抑制作用は、PDGF 受容体及びc-Kit のチロシンキナーゼ活性では、これらの自己リン酸化及び直接のリン酸化を阻害することによるものと考えられ、c-Ablチロシンキナーゼ活性では、ATPと競合拮抗することにより阻害することが示唆されている。

### GIST
GISTは消化管間葉系腫瘍の一種であり、形態学的に平滑筋や神経への明瞭な分化を示さない腫瘍であることがわかってきている。さらに、免疫組織学的検討から平滑筋系腫瘍又は神経系腫瘍では認められないKIT (CD117) がGISTにのみ発現していると報告されている。またGISTの発症原因のひとつとしてc-kit遺伝子が機能獲得性突然変異を起こし、KITチロシンキナーゼ活性が亢進していることが考えられている。
イマチニブはCMLで活性が亢進しているBcr-Ablチロシンキナーゼ活性を阻害するほぼ同等の濃度でKITチロシンキナーゼ活性も阻害し、GISTに対する抗腫瘍効果を発揮する。
他にもc-abl、p185Bcr-Abl、Tel-Ablチロシンキナーゼに対しても同様な阻害作用機序を示す。

## 人以外の動物への使用
犬における肥満細胞腫に対して用いられる事がある。

## 参考資料
- 『グリベック錠100mg』医薬品インタビューフォーム・新様式第3版（ノバルティスファーマ）

## 関連事項
- 白血病／慢性骨髄性白血病
- 消化管間質腫瘍 (GIST)
- 化学療法
- 抗がん剤／分子標的治療薬